# Nidaros Futsal 2008-2009
Questa voce raccoglie le informazioni riguardanti il Nidaros Futsal nelle competizioni ufficiali della stagione 2008-2009.

## Stagione
Il Nidaros ha partecipato alla Eliteserien 2008-2009, primo campionato norvegese riconosciuto dalla Norges Fotballforbund. La squadra ha chiuso l'annata al 1º posto finale, aggiudicandosi quindi il titolo ed il diritto di partecipare alla Coppa UEFA.

## Rosa
| N° | Naz.                | Ruolo | Sportivo          | Anno     |  |  |
| -- | ------------------- | ----- | ----------------- | -------- |  |  |
|    | Norvegia (bandiera) | DIF   | Stian Reinertsen  | 01.04.78 |  |  |
|    | Norvegia (bandiera) | PIV   | Morten Ravlo      | 20.08.83 |  |  |
|    | Norvegia (bandiera) |       | Bjørn Martin Saur |          |  |  |
|    | Norvegia (bandiera) |       | Runar Skippervik  |          |  |  |
|    | Norvegia (bandiera) |       | Truls Helland     |          |  |  |

## Risultati

### Eliteserien

#### Girone di andata
| 29 novembre 2008, ore 12:00 1ª giornata | Nidaros      | 7 – 9 referto | Holmlia | \| Arbitro: \| Rafiq (Oslo) \| |
| Arbitro:                                | Rafiq (Oslo) |               |         |                                |

| 29 novembre 2008, ore 18:00 2ª giornata | Solør  | 4 – 3 referto | Nidaros | \| Arbitro: \| Myhren \| |
| Arbitro:                                | Myhren |               |         |                          |

| 30 novembre 2008, ore 12:00 3ª giornata | Nidaros      | 11 – 5 referto | Bogstadveien | \| Arbitro: \| Rafiq (Oslo) \| |
| Arbitro:                                | Rafiq (Oslo) |                |              |                                |

| 13 dicembre 2008, ore 14:00 4ª giornata | Vegakameratene | 3 – 12 referto | Nidaros | \| Arbitro: \| Rafiq (Oslo) \| |
| Arbitro:                                | Rafiq (Oslo)   |                |         |                                |

| 13 dicembre 2008, ore 20:00 5ª giornata | Nidaros | 5 – 0 referto | Fyllingsdalen | \| Arbitro: \| Akdas \| |
| Arbitro:                                | Akdas   |               |               |                         |

| 14 dicembre 2008, ore 14:00 6ª giornata | Nidaros      | 4 – 3 referto | Horten | \| Arbitro: \| Rafiq (Oslo) \| |
| Arbitro:                                | Rafiq (Oslo) |               |        |                                |

| 3 gennaio 2009, ore 12:00 7ª giornata | Sandefjord       | 2 – 4 referto | Nidaros | \| Arbitro: \| Bjørndalen Røang \| |
| Arbitro:                              | Bjørndalen Røang |               |         |                                    |

| 3 gennaio 2009, ore 19:00 8ª giornata | Nidaros | 4 – 2 referto | Harstad | \| Arbitro: \| Myhren \| |
| Arbitro:                              | Myhren  |               |         |                          |

| 4 gennaio 2009, ore 12:00 9ª giornata | KFUM Oslo | 4 – 8 referto | Nidaros | \| Arbitro: \| Sjelle \| |
| Arbitro:                              | Sjelle    |               |         |                          |

#### Girone di ritorno
| 17 gennaio 2009, ore 12:00 10ª giornata | Holmlia | 3 – 7 referto | Nidaros | \| Arbitro: \| Lyngbø \| |
| Arbitro:                                | Lyngbø  |               |         |                          |

| 17 gennaio 2009, ore 18:00 11ª giornata | Nidaros       | 10 – 5 referto | Solør | \| Arbitro: \| Thorsø Hansen \| |
| Arbitro:                                | Thorsø Hansen |                |       |                                 |

| 18 gennaio 2009, ore 12:00 12ª giornata | Bogstadveien | 2 – 4 referto | Nidaros | \| Arbitro: \| Rafiq (Oslo) \| |
| Arbitro:                                | Rafiq (Oslo) |               |         |                                |

| 24 gennaio 2009, ore 14:00 13ª giornata | Nidaros      | 7 – 5 referto | Vegakameratene | \| Arbitro: \| Rafiq (Oslo) \| |
| Arbitro:                                | Rafiq (Oslo) |               |                |                                |

| 24 gennaio 2009, ore 20:00 14ª giornata | Fyllingsdalen           | 6 – 5 referto | Nidaros | \| Arbitro: \| Smehus Kringstad (Oslo) \| |
| Arbitro:                                | Smehus Kringstad (Oslo) |               |         |                                           |

| 25 gennaio 2009, ore 14:00 15ª giornata | Horten       | 3 – 11 referto | Nidaros | \| Arbitro: \| Rafiq (Oslo) \| |
| Arbitro:                                | Rafiq (Oslo) |                |         |                                |

| 14 febbraio 2009, ore 12:00 16ª giornata | Nidaros | 9 – 3 referto | Sandefjord | \| Arbitro: \| Akdas \| |
| Arbitro:                                 | Akdas   |               |            |                         |

| 14 febbraio 2009, ore 18:00 17ª giornata | Harstad       | 2 – 12 referto | Nidaros | \| Arbitro: \| Thorsø Hansen \| |
| Arbitro:                                 | Thorsø Hansen |                |         |                                 |

| 15 febbraio 2009, ore 12:00 18ª giornata | Nidaros      | 4 – 2 referto | KFUM Oslo | \| Arbitro: \| Rafiq (Oslo) \| |
| Arbitro:                                 | Rafiq (Oslo) |               |           |                                |